# Brawl in the Family
"Brawl in the Family" är avsnitt 17 från säsong 13 av Simpsons. Avsnittet sändes på Fox den 6 januari 2002. I avsnittet blir familjen Simpson häktad efter ett familjebråk och Gabriel från socialen får i uppdrag att få familjen sams igen. Efter att han slutfört sitt uppdrag träffar Homer och Ned sina andra fruar, Amber och Ginger som de gifte sig med i Las Vegas. "Brawl in the Family" regisserades av Matthew Nastuk och var det första avsnittet som Joel H. Cohen skrev helt själv. Idén kom från Al Jean som ville ha en fortsättning på "Viva Ned Flanders". Jane Kaczmarek gästskådespelar som Constance Harm och Delroy Lindo som Gabriel. Avsnittet var det första som Jean som enda showrunner producerade. Avsnittet blev nominerat till en Environmental Media Awards för bästa TV-avsnitt i komedikategorin.

## Handling
Familjen Simpsons tvingas stanna inne då det är surt regn ute. Regnet orsakas av att det är ett brott att ta hand om miljön, vilket republikanska partiet beslutat. De börjar spela Monopol. När det avslöjas att Bart har fuskat och byggt hotell av lego börjar Homer strypa honom. Lisa försöker stoppa dem medan Marge försöker stoppa Lisa från att få dem att sluta. Maggie gillar inte att familjen bråkar och ringer till polisen genom att trycka på en av snabbknapparna på telefonen. Polisen hör via telefonen bråket och skickar in Negotibot till familjen, en robot som avfyrar en kletig massa som får familjen att stelna, vilket stoppar bråket. Familjen tas till häktet där polisen skickar Gabriel från socialen till dem. Gabriel arbetar med familjeterapi och ska få dem att bli vänner igen. Gabriel studerar familjen och kommer fram att tre personer har problem, Marge som försöker bevisa sin självkänsla för familjen genom att medicinera dem med mat, Bart är beroende av att göra galna stunts för få uppmärksamhet och Homer är en berusad barnslig pajas. Gabriel bestämmer sig för att lära familjen lagarbete och tar dem till skogen för picknick, men han har placerat picknickkorgen i ett träd. Syftet är att familjen ska samarbeta för att få ner picknickkorgen, men det går inte som han tänkt sig. Homer kör istället ner trädet med sin bil och Gabriel och Homer fastnar i trädet när det glider mot ett stup. Nedanför stupet finns en flock hungriga pumor och vargar som börjar arbeta som ett team för att försöka få tag i Homer och Gabriel och äta upp dem men räddas av Marge, Bart och Lisa som lyfter upp Homer och Gabriel genom att kroka fast trädet i bilen. Gabriel säger till dem att hans arbete är färdigt.
När familjen kommer hem efter skogsutflykten står Amber och Ginger på uppfarten. Amber visar Marge och barnen en videofilm från när Homer och Amber samt Ginger och Ned Flanders gifte sig i Las Vegas. Homer försöker få sitt äktenskap med Amber att bli ogiltigförklarat av domstolen, men domaren Constance Harm nekar hans förfrågan eftersom de gifte sig i Nevada där bigami är lagligt. Marge kastar därför ut Homer som flyttar in i trädkojan med Amber. Homer trivs dock inte med Amber och flyttar in som singel till hundkojan. Marge ser från sovrumsfönstret att Homer inte är kär i Amber och tillsammans bestämmer de sig för att komma på en plan för att få dem att skilja sig. Ginger har under tiden flyttat in till Ned som accepterar henne trots att han inte gillar hennes livsstil. Samma kväll går Homer ut och super med Amber och nästa morgon vaknar Amber i trädkojan med farfar och Marge visar henne en film där hon är berusad och gifter sig med farfar och samtidigt skiljer sig från Homer. Amber lämnar då familjen för alltid, detsamma gör Ginger det med Flanders eftersom hon inte orkar med deras livsstil.

## Produktion
"Brawl in the Family" regisserades av Matthew Nastuk och skrevs av Joel H. Cohen. Det var det första avsnittet som Cohen skrev helt själv. Avsnittet sändes på Fox i USA den 6 januari 2002 och var det första avsnittet med Al Jean som enda showrunner som han producerade, men andra som sändes. Idén kom från Jean som ville ha en uppföljare till "Viva Ned Flanders" där Homer och Ned gifte sig med Amber och Ginger. Jean kom med idén eftersom han hört att om du flyr från en fru du gift dig med i Vegas hittar hon  dig. Rösterna till Amber och Ginger gjordes av Pamela Hayden och Tress MacNeille som i det tidigare avsnittet. Delroy Lindo gästskådespelar som Gabriel, de frågade honom eftersom han har en bra röst, Gabriels design är även baserad på Lindo. Lindo anser själv att han inte liknar honom. Jane Kaczmarek medverkar också som Constance Harm.

## Mottagande
Avsnittet sågs i USA av 12,8 miljoner tittare och blev det 28:e mest sedda programmet under veckan. Avsnittet nominerades till en Environmental Media Award för det bästa TV-avsnitt i komedikategorin. Jean tror att avsnittet fick nomineringen på grund av inledningen. Aaron Peck på High-Def Digest kritiserade avsnittet för att handlingen är för vanlig, alltför många avsnitt har handlat om hur Homer håller på att förstöra sitt äktenskap. Nate Boss på Project-Blu gillade att se ett till avsnitt med Amber och Ginger men skriver i sin recension att han är trött på relationsavsnitten mellan Homer och Marge. Från 411Mania kallar Ron Martin avsnittet för en löjlig handling. Andre Dellamorte på Collider anser att avsnittet hade för få överraskningar, men är inte en av de värsta avsnitten han sett. I DVD Movie Guide har Colin Jacobson skrivit att avsnittet har två delar som är självständiga och tror det blev så för att handlingen inte räckte för ett helt avsnitt. Avsnittet innehåller en del skratt men Colin anser avsnittet är för likt "There's No Disgrace Like Home", vilket även Ryan Keefer på DVD Talk anser. R. L. Shaffer på IGN anser att avsnittet är en av de bästa från säsongen.